# Myotis frater
Myotis frater је врста слепог миша из породице вечерњака (лат. Vespertilionidae).

## Распрострањење
Врста има станиште у Јапану, Јужној Кореји, Кини, Русији и Северној Кореји.

## Станиште
Врста Myotis frater има станиште на копну.

## Начин живота
Врста Myotis frater живи у пећинским хабитатима. 

## Угроженост
Подаци о распрострањености ове врсте су недовољни.

### Популациони тренд
Популациони тренд је за ову врсту непознат.